# Дзауджикауская ГЭС
Дзауджикауская гидроэлектростанция  (Дзау ГЭС, Орджоникидзевская ГЭС) — гидроэлектростанция на реке Терек в Северной Осетии, в городе Владикавказ. Входит в Терский каскад ГЭС, являясь его второй ступенью (на территории России). Введена в эксплуатацию в 1948 году, является одной из старейших гидроэлектростанций России. Дзауджикауская ГЭС входит в состав Северо-Осетинского филиала ПАО «РусГидро».

## Конструкция станции
Дзауджикауская ГЭС представляет собой деривационную гидроэлектростанцию с безнапорной подводящей деривацией в виде канала Станция не имеет регулирующего водохранилища и работает по водотоку. Установленная мощность электростанции — 8 МВт, среднегодовая выработка электроэнергии — 39,9 млн кВт·ч. Согласно действующей в России классификации, относится к малым ГЭС.
Сооружения гидроэлектростанции относятся к III классу капитальности и разделяются на головной узел, деривацию и напорно-станционный узел. Головной узел (42°59′02″ с. ш. 44°40′56″ в. д.) находится на южной окраине Владикавказа, предназначен для обеспечения забора воды в деривацию, и включает в себя следующие сооружения:
- земляная плотина из песчано-гравелистого грунта с дренажной призмой длиной по гребню 360 м и максимальной высотой 5,9 м. В сторону верхнего бьефа плотина имеет пять шпор, выполненных из каменной наброски и облицованных бетоном;
- бетонная трехпролётная водосбросная плотина, пролеты шириной по 10 м оборудованы сегментными затворами. Пропускная способность водосброса при НПУ — 450 м³/с, при ФПУ — 500 м³/с. Гашение энергии сбрасываемой воды происходит в водобойном колодце длиной 23 м и рисберме длиной 15 м;
- двухпролётный водоприемник открытого типа, двумя промывными донными отверстиями. Расчётный расход — 48 м³/с;

Напорные сооружения головного узла образуют небольшую аккумулирующую ёмкость с отметкой нормального подпорного уровня (НПУ) 723,8 м и отметкой форсированного подпорного уровня (ФПУ) 724,0 м.
Деривация состоит из:
- деривационного канала длиной 2877 м. Головная часть канала длиной 304 м выполнена в виде прямоугольного железобетонного лотка, далее на участке длиной 1660 м — в виде земляного канала с креплением железобетонными плитами. В концевой части канал выполнен в виде подземного железобетонного короба длиной 70 м и открытого железобетонного лотка длиной 853 м. Пропускная способность канала до отстойника 48 м³/с, после отстойника 43 м³/с;
- однокамерный отстойник, расположенный на деривационном канале, предназначен для очистки воды от наносов. Длина отстойника 66 м, ширина 32 м, глубина 6 м, объём 12 тыс. м³. В днище отстойника расположены промывные галереи и коллекторы, из которых наносы сбрасываются в русло Терека по грязеспуску длиной 200 м, представляющему собой бетонный быстроток длиной 200 м с консольным сбросом;
- зимний обводной канал в обход отстойника, длиной 250 м, оборудованный перегораживающим устройством с затворами, облицован бетоном.

Напорно-станционный узел включает в себя:
- напорный бассейн, состоящий из аванкамеры с катастрофическим водосбросом, водоприемника и шугосброса. Аванкамера железобетонная, имеет боковой водослив катастрофического водосброса шириной 11,4 м, оборудованный сегментным клапанным затвором. За водосливом расположен бетонный быстроток длиной 220 м с консольным сбросом в русло Терека. Водоприемник предназначен для забора воды в напорные трубопроводы, имеет три глубинных отверстия, перекрываемых плоскими затворами. Шугосброс выполнен в виде лотка, сопряженного с быстротоком катастрофического водосброса, в настоящее время шугосброс выведен из эксплуатации;
- стальной клёпаный напорный трубопровод, состоящий из трех ниток диаметром 3,2 м и длиной 75, 77 и 79 м;
- здание ГЭС;
- отводящий канал длиной 317 м.

В здании ГЭС установлены 3 вертикальных гидроагрегата с радиально-осевыми турбинами, работающими при расчётном напоре 27 м, два мощностью 2,5 МВт и один мощностью 3 МВт. Гидроагрегаты мощностью по 2,5 МВт оборудованы турбинами РО-123-ВБ-160 производства фирмы Leffel и генераторами Alternating Current Generator 3 PH производства фирмы Allis-Chalmers. Гидроагрегат мощностью 3 МВт оборудован турбиной РО-123-ВБ-140 производства завода «Уралгидромаш» и генератором ВНС-325/39-20 производства завода «Уралэлектроаппарат». Предтурбинные затворы отсутствуют. Электроэнергия с генераторов на напряжении а напряжении 6,3 кВ подается на два трехфазных силовых трансформатора ТДТН-16000/110-76У1, а с них через открытое распределительное устройство (ОРУ) 110/35/6 кВ — в энергосистему по двум ВЛ 110 кВ, двум ВЛ 35 кВ и одной ВЛ 6 кВ:
- ВЛ 110 кВ ПС Юго-Западная — ПС Восточная с отпайкой на Дзауджикаускую ГЭС (Л-32);
- ВЛ 110 кВ Эзминская ГЭС — ПС РП-110 с отпайками (Л-8);
- ВЛ 35 кВ Дзауджикауская ГЭС — ПС ВЗАТЭ (Л-439);
- ВЛ 35 кВ Дзауджикауская ГЭС — ПС Электроконтактор (Л-461);
- ВЛ 6 кВ Дзауджикауская ГЭС — Головной узел (Л-ГУ).

## История строительства и эксплуатации
Орджоникидзевская ГЭС была спроектирована Московским отделением Треста «Гидроэнергопроект» (МОСГИДЭП). Строительство станции было начато в 1944 году, велось организацией ДзауГЭСстрой методом «народной стройки», по чертежам котлованов; также использовался труд военнопленных. При строительстве станции использовалось импортное оборудование, в частности два из трёх гидроагрегатов были изготовлены в США в 1944 году и поставлены по программе ленд-лиза, а напорные трубопроводы были вывезены по репарациям с немецкой ГЭС Нидер-Варта (г. Дрезден), эксплуатировавшейся с 1920-х годов. Первые два гидроагрегата станции были введены в эксплуатацию 1 августа 1948 года, третий гидроагрегат — 26 сентября 1949 года, в постоянную эксплуатацию станция была принята государственной комиссией 15 июня 1950 года.
В августе 1953 года при прохождении паводка 0,1 % обеспеченности (расход около 500 м³/с) сооружения головного узла станции получили ряд повреждений, которые были устранены. Аналогичный по силе паводок в августе 1967 года был пройден без происшествий. В начале 1990-х годов, в связи с возвращением городу Владикавказу исторического названия, станция сменила наименование с Орджоникидзевской на Дзауджикаускую ГЭС. За время эксплуатации станция существенно не модернизировалась, за исключением восстановительных ремонтов, замены силовых трансформаторов в 1977-78 годах и замены систем возбуждения гидрогенераторов на современные тиристорные в 2015-16 годах. Оборудование станции устарело, в связи с чем в 2010 году гидроагрегаты были перемаркированы, мощность станции снизилась с 9,2 МВт (2×3; 1×3,2) до 8 МВт. Ведется разработка проекта комплексной модернизации станции, предусматривающей полную замену всего устаревшего оборудования и ремонт сооружений.